# Acropora ridzwani
Acropora ridzwani là một loài san hô trong họ Acroporidae. Loài này được sp. miêu tả khoa học năm nov..